# 에이번강 (캔터베리)

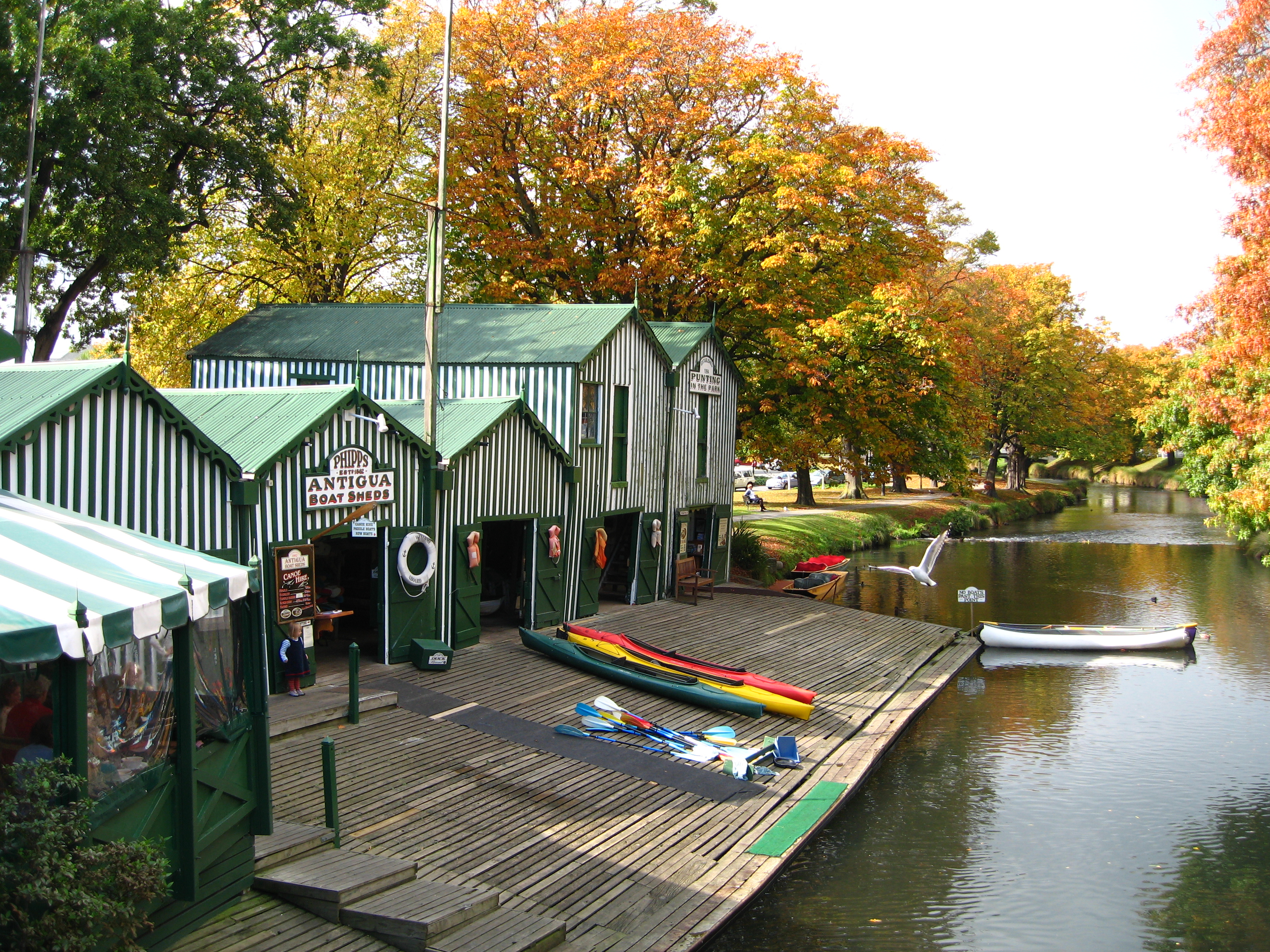
에이번강 보트 정류소

에이번강(Avon River, /ˈeɪvən/)은 뉴질랜드 남섬 크라이스트처치 시내 한 가운데를 흐르는 작은 시내로 히드코트강(Heathcote River)과 에이번 히드코트 에스튜어리에 합류한다.

## 지리
지리적으로 대부분의 남섬의 강과 같이 매우 역사가 짧다. 현재의 에이븐은 뉴질랜드의 마지막 방하시대까지 거슬러 올라간다.

## 코스
에이번강은 교외 서쪽의 에이번헤드에서 크라이스트처리 시내를 구불구불 관통하여 일램, 리카르튼 그리고 펜덜튼으로 지나 해글리 공원과 중심업무지구(CBD)로 흘러들어간다.
CBD 동쪽에서 에이번사이드와 달링턴, 에이번데일 그리고 아라누이를 거쳐 마지막으로 에이번 히드코트 에스추어리를 거쳐 섬너 근처에서 태평양으로 흘러들어간다.

## 이름

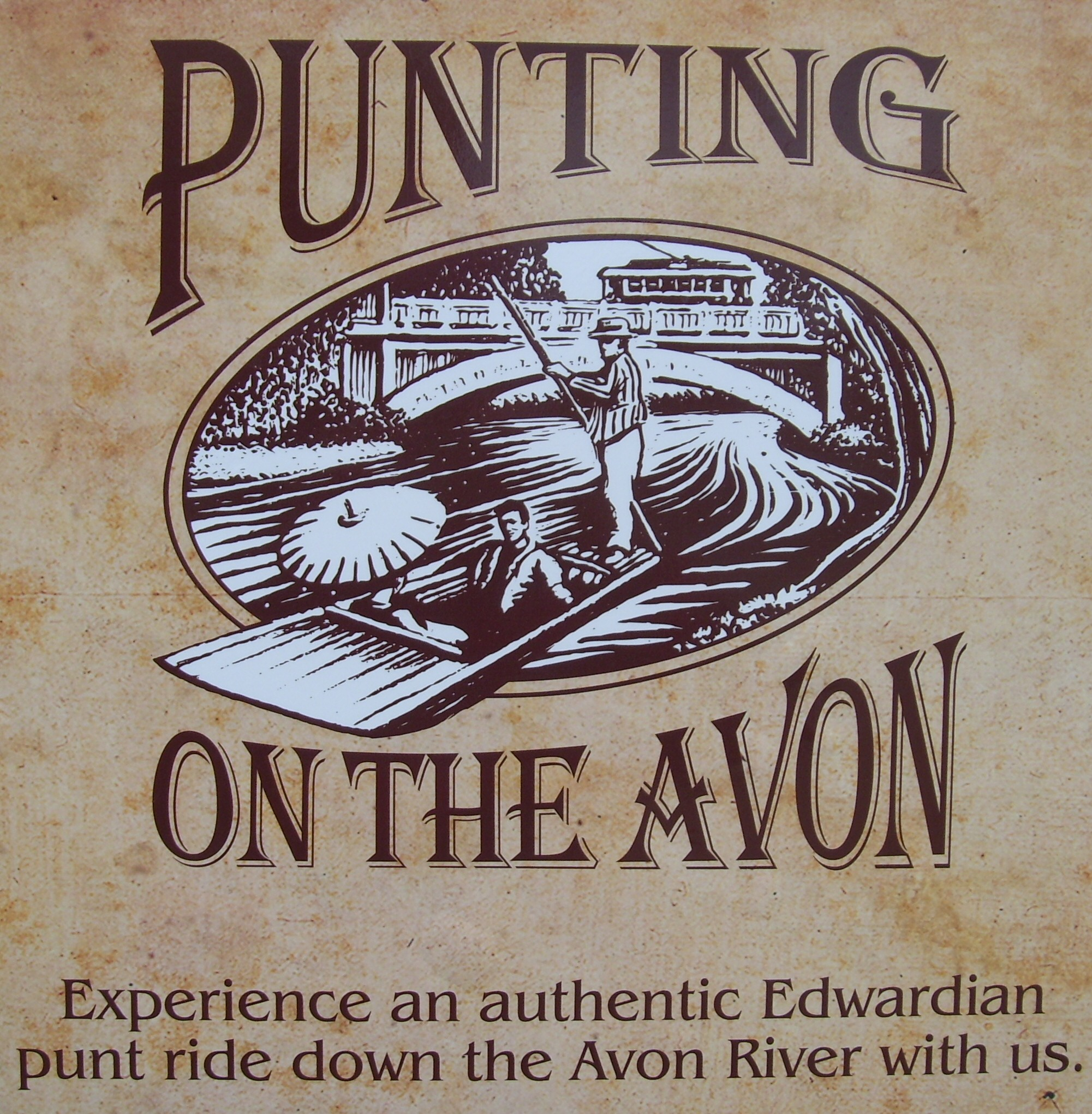
크라이스트처치의 상업적 펀팅

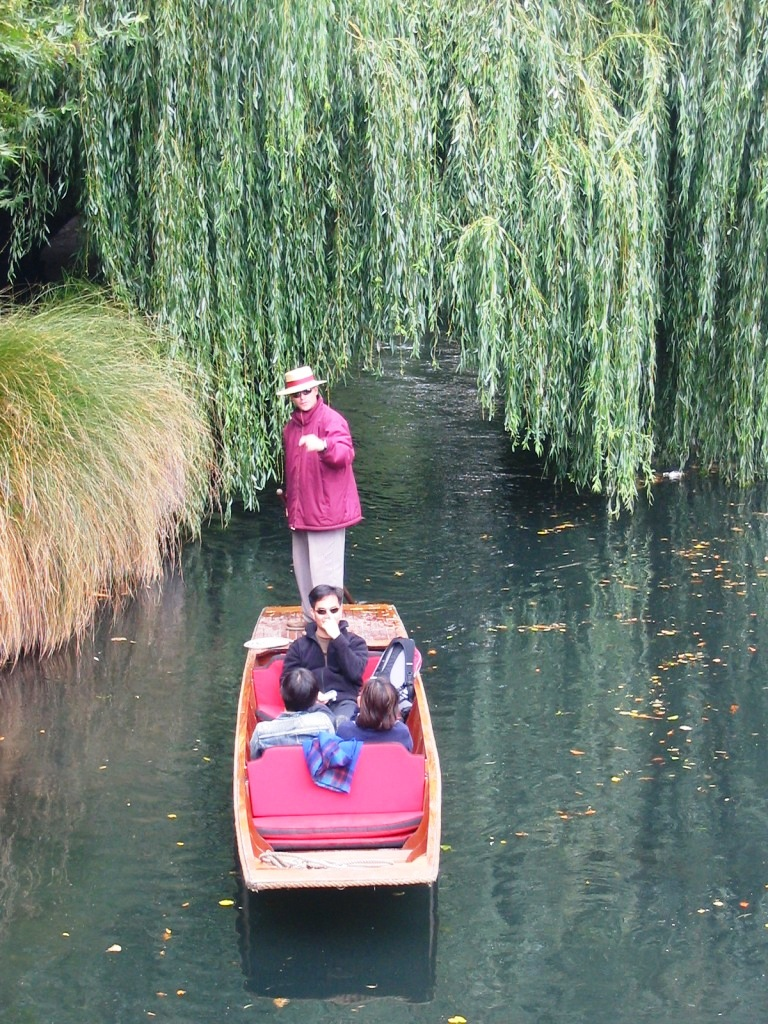
에이번강 펀팅

에이번강은 마오리족들에게는 오타카로나 푸타레 카무투로 알려져 있다. 캔터베리 협회는 원래 그곳을 세익스피어로 부르려고 계획했었다. 그 강의 현재의 이름을 결정한 것은 1884년 존 딘즈(John Deans)로 스콧틀랜드의 에이번강을 따서 이름지었다. 딘 가문은 그드르이 주택을 현재 리카르턴 교회에 있는 에이번강 근처에 지었다.
그 이름은 공식적으로 1998년 나이 타후 클레임즈 거주법에 의해 에이번강 / 오타카로로 변경되었다. 이것은 나이 타후 조약 해결 하에 결정된 많은 변화들 중의 하나이다.

## 유람선
상업적인 펀팅 보트가 크라이스트처치의 관광 명물이 되었다. 특히 해글리 공원과 모나 배일, 펀덜튼에 있는 공원에서 보트를 타고 즐기는 것이 가능하다.

## 각주

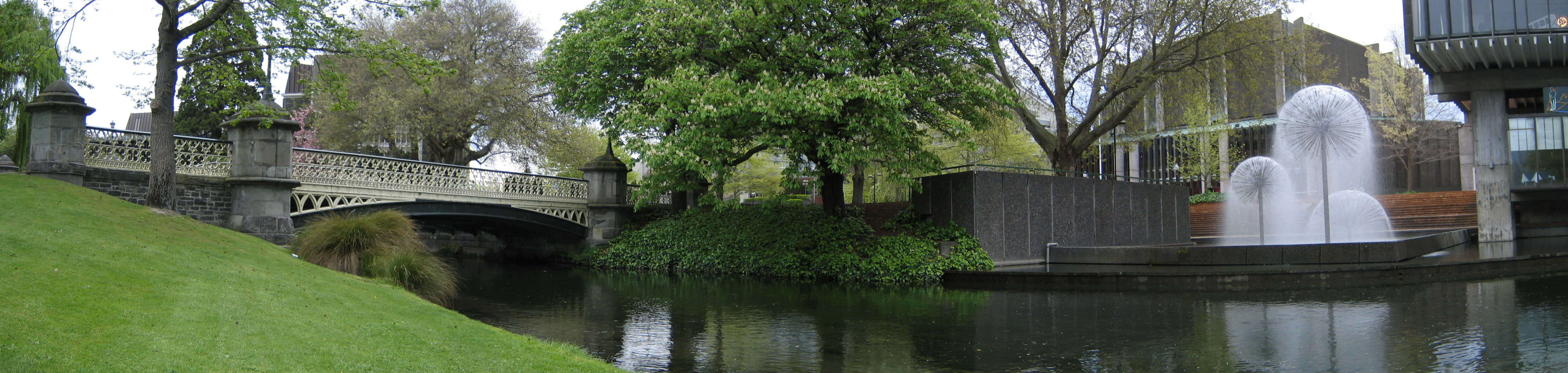
Avon River in Victoria Square, Christchurch